# Daphnia cristata
Daphnia (Daphnia) cristata G. O. Sars, 1861 – gatunek wioślarki z rodzaju Daphnia i podrodzaju Daphnia s. str., należący do rodziny Daphniidae.

## Opis
Daphnia cristata (brak nazwy polskiej). Skorupka jest prześwitująca, szklista o owalnym kształcie. Męskie osobniki sięgają rozmiarów 0,50-1,00 mm, natomiast żeńskie 0,70-1,80 mm.
Występuje w jeziorach w hipolimnionie i dolnym metalimnionie podczas lata, a w epilimnionie jesienią. 